# PKP Cargo
PKP Cargo SA – operator logistyczny założony 17 lipca 2001, największy w Polsce i drugi w Unii Europejskiej operator kolejowych przewozów towarowych, notowany na warszawskiej Giełdzie Papierów Wartościowych. Największym akcjonariuszem spółki jest PKP SA, posiadająca 33,01% akcji PKP Cargo.

## Historia
PKP Cargo SA utworzono 17 lipca 2001 na mocy art. 14 ustawy z 8 września 2000 r. o komercjalizacji, restrukturyzacji i prywatyzacji przedsiębiorstwa państwowego Polskie Koleje Państwowe (Dz.U. z 2022 r. poz. 2542). Przepisy ustawy przewidywały m.in. utworzenie spółek przewozowych do prowadzenia działalności w zakresie kolejowych przewozów pasażerskich i towarowych, mających kontynuować działalność przewozową PKP, w tym przewozy towarowe. Od 1 października 2001 PKP Cargo funkcjonowało w Grupie PKP SA. Bazę majątkową spółki stanowiły zasoby Dyrekcji Kolejowych Przewozów Towarowych Cargo, jednostki organizacyjnej PKP SA. W 2009 r. spółka otrzymała certyfikat bezpieczeństwa – część A, potwierdzający akceptację systemu zarządzania bezpieczeństwem na terenie Unii Europejskiej, a w 2010 r. certyfikat bezpieczeństwa – część B. W grudniu 2007 r. przedsiębiorstwo zatrudniało ponad 44 tys. pracowników, a w 2011 r. – 25 tys. W 2010 r. przychód netto ze sprzedaży wyniósł 4636 mln zł, a koszty działalności operacyjnej 4578 mln zł; rok wcześniej wielkości te wynosiły odpowiednio 4174 mln zł i 4341 mln zł. Zysk ze sprzedaży w 2010 r. wyniósł 58,7 mln zł, zysk z działalności operacyjnej 76,1 mln zł, a zysk netto 61,9 mln zł. Pozwoliło to na przeznaczenie w 2011 r. na inwestycje 562 mln zł.

## Struktura terenowa
Od utworzenia w 2001 r. do końca 2008 r., PKP Cargo było zorganizowane w:
- 19 zakładów taboru (Białystok, Bydgoszcz, Czechowice-Dziedzice, Czerwieńsk, Gdynia, Katowice, Kraków, Lublin, Łazy, Łódź, Nowy Sącz, Olsztyn, Ostrów Wielkopolski, Poznań, Skarżysko-Kamienna, Szczecin, Warszawa, Wrocław, Żurawica),
- 21 zakładów przewozów towarowych (Białystok, Bydgoszcz, Czechowice-Dziedzice, Gdynia, Jarocin, Jaworzno-Szczakowa, Kielce, Kraków, Legnica, Lublin, Łódź, Opole, Poznań, Rybnik, Skarżysko-Kamienna, Szczecin, Tarnów, Tarnowskie Góry, Warszawa, Wrocław, Zielona Góra),
- 2 zakłady przewozów i przeładunku (Małaszewicze i Przemyśl).

Po zmianach w 2008 r., do 2010 r. PKP Cargo składało się z:
- 16 zakładów spółki (z siedzibami w: Białymstoku, Bydgoszczy, Gdyni, Katowicach, Krakowie, Lublinie, Łodzi, Nowym Sączu, Poznaniu, Przemyślu, Rybniku, Skarżysku-Kamiennej, Szczecinie, Tarnowskich Górach, Warszawie, Wrocławiu).

Dalsze zmiany spowodowały zmniejszenie liczby zakładów PKP Cargo do dziesięciu. Nazwy zakładów zostały powiązane z regionami: Zakład Północny z siedzibą w Gdyni, Zakład Śląsko-Dąbrowski z siedzibą w Katowicach, Zakład Wschodni z siedzibą w Lublinie, Zakład Centralny z siedzibą w Łodzi, Zakład Południowy z siedzibą w Nowym Sączu, Zakład Wielkopolski z siedzibą w Poznaniu, Zakład Zachodniopomorski z siedzibą w Szczecinie, Zakład Śląski z siedzibą w Tarnowskich Górach, Zakład Dolnośląski z siedzibą we Wrocławiu, Zakład Mazowiecko-Podlaski z siedzibą w Warszawie. Podział ten funkcjonował od 2010 r. do 2014 r.
W czerwcu 2014 r. przeprowadzono kolejny proces łączenia zakładów PKP Cargo, zmniejszając ich liczbę do siedmiu:
- Zakład Północny z siedzibą w Gdyni,
- Zakład Południowy z siedzibą w Katowicach,
- Zakład Wschodni z siedzibą w Lublinie,
- Zakład Centralny z siedzibą w Warszawie,
- Zakład Zachodni z siedzibą w Poznaniu,
- Zakład Śląski z siedzibą w Tarnowskich Górach,
- Zakład Dolnośląski z siedzibą we Wrocławiu.

Według zarządu PKP Cargo, nowy podział terytorialny spółki miał na celu zoptymalizować efektywność zarządzania.

## Przewozy kolejowe

### Polska
Głównym obszarem działalności PKP Cargo są kolejowe przewozy towarowe. Spółka jest największym w Polsce przewoźnikiem – w 2014 r. udział grupy PKP Cargo w rynku pod względem pracy przewozowej wyniósł 57%. Pod względem masy udział ten wyniósł 47%. Największą część przewożonych towarów przez PKP Cargo stanowią: węgiel (37% wykonanej pracy przewozowej w 2014 r.) oraz kruszywa i materiały budowlane (21,5% wykonanej pracy przewozowej w 2014 r.). W 2014 r. średnia prędkość wagonów z węglem wynosiła ok. 20 km/h. Dla realizacji przewozów węgla PKP Cargo używało 25 tys. węglarek; zarząd spółki szacował, że podwojenie prędkości przewozu spowodowałoby zmniejszenie zapotrzebowania na wagony o połowę. Rozwijają się również przewozy intermodalne (w lutym 2015 r. w ujęciu rocznym wzrost o 8%). PKP Cargo współpracuje z największymi polskimi i światowymi grupami przemysłowymi, w tym m.in. z KGHM, Orlen, PGNiG, Węglokoksem, Jastrzębską Spółką Węglową, Kompanią Węglową, Grupą Enea oraz koncernami ArcelorMittal, CMC i U.S. Steel.

### Pozostałe kraje
Oprócz Polski, PKP Cargo realizuje towarowe przewozy kolejowe własnym taborem na terenach ośmiu innych państw Unii Europejskiej: Niemiec (od końca marca 2011 r.), Czech, Słowacji, Austrii, Belgii, Holandii, Węgier i Litwy (na normalnotorowej części infrastruktury). Spółka posiada dostęp do największych polskich i europejskich portów, m.in. w Gdańsku, Gdyni, Szczecinie, Świnoujściu, Amsterdamie, Rotterdamie, Zeebrugge, Antwerpii, Hamburgu i Bremerhaven. W 2014 r. 53% wszystkich przewozów zrealizowanych przez PKP Cargo mierzonych pracą przewozową stanowił transport towarów w Polsce, podczas gdy przewozy w imporcie wyniosły 18%, w eksporcie 21%, a w tranzycie 8%. Najwięcej przewozów zagranicznych spółka realizuje do państw graniczących z Polską. Pod względem struktury przychodów od klientów zagranicznych, w 2014 r. 29% przychodów pochodziło od podmiotów z Niemiec, 15% z Czech i 15% ze Słowacji.

## Grupa kapitałowa
W skład grupy kapitałowej PKP Cargo wchodzi kilkanaście spółek świadczących usługi w zakresie transportu lądowego i morskiego, logistyki, spedycji, przeładunku towarów, naprawy taboru kolejowego i trakcyjnego oraz obsługi bocznic kolejowych.

### Spółki zależne bezpośrednio kontrolowane przez PKP Cargo
- PKP Cargotabor – kontrolowana w 100% przez PKP Cargo, specjalizuje się w utrzymaniu i naprawie taboru kolejowego[24]
- PKP Cargolok – kontrolowana w 100% przez PKP Cargo, zajmuje się naprawą lokomotyw. W czerwcu 2014 r. majątek spółki został przejęty przez PKP CargoTabor[24]
- Cargotor – kontrolowana w 100% przez PKP Cargo, zajmuje się utrzymaniem i udostępnianiem przewoźnikom kolejowym infrastruktury logistycznej i usługowej[25], utworzona 10 października 2013 w związku z wyrokiem ETS i decyzją UTK mającymi na celu ograniczenie monopolistycznych praktyk PKP Cargo wobec innych przewoźników[26]
- PKP Cargo CL Małaszewicze – kontrolowana w 100% przez PKP Cargo, spółka ta świadczy usługi przeładunkowe, spedycyjne oraz wykonuje obsługę graniczną przewozów handlu zagranicznego w zakresie transportu kolejowego i samochodowego
- PKP Cargo CL Medyka-Żurawica – spółka kontrolowana w 100% przez PKP Cargo, obsługuje wymianę handlową głównie pomiędzy krajami UE a Ukrainą i Rosją. W jej skład wchodzą terminale na styku normalnych i szerokich torów kolejowych. Świadczy usługi z zakresu obsługi logistycznej łączącą transport samochodowy, kolejowy, lotniczy oraz żeglugę śródlądową i morską
- Cargosped – przedsiębiorstwo kontrolowane w 100% przez PKP Cargo, operator logistyczny, świadczący usługi spedycyjne i logistyczne w zakresie przewozów towarowych w Polsce i za granicą
- PKP Cargo Service – spółka kontrolowana w 100% przez PKP Cargo, świadczy usługi w zakresie obsługi bocznic kolejowych, włącznie z utrzymaniem infrastruktury oraz wykonuje kolejowe przewozy niszowe[27]
- PKP Cargo Connect – istniejąca od 1990 spółka kontrolowana w 100% przez PKP Cargo, międzynarodowy operator logistyczny, świadczy usługi w zakresie transportu, przeładunków i magazynowania towarów oraz obsługi celnej; realizuje m.in. przewozy promowe do i ze Skandynawii[28]. Wcześniej działała pod nazwą PS Trade Trans[29]. Posiada oddziały w Białymstoku, Gdyni, Katowicach, Koroszczynie-Zaborzu, Krakowie, Lublinie, Małaszewiczach, Poznaniu, Szczecinie, Świnoujściu, Warszawie i Wrocławiu[30].
- PKP Cargo International z siedzibą w Bratysławie – zarejestrowana w grudniu 2010 spółka kontrolowana w 51% przez PKP Cargo, przewoźnik kolejowy i spedytor na terenach państw Europy Środkowej i Wschodniej (Niemcy, Czechy, Słowacja, Austria, Węgry, Rumunia, Bułgaria, inne kraje bałkańskie)[31]. Spółka jest obecnie w stanie likwidacji.
- Advanced World Transport – od 2 października 2019 rebranding na PKP Cargo International[32]. Spółka kontrolowana od listopada 2017 r. w 100% przez PKP Cargo, czeski przewoźnik kolejowy[33].
- PKP Cargo Terminale – zarządza centrami logistycznymi w Małaszewiczach i Medyce-Żurawicy.

PKP Cargo Service, Trade Trans, Cargosped tworzą Grupę PKP Cargo Logistics.

### Spółki zależne pośrednio kontrolowane przez PKP Cargo
- Cargosped Terminal Braniewo Sp. z o.o. – kontrolowana w 100% – jeden z największych terminali przeładunkowych w rejonie Braniewa. Główne obszary działalności spółki stanowią przeładunki różnych towarów oraz handel węglem
- Trade Trans Finance Sp. z o.o. – kontrolowana w 100% spółka świadcząca usługi w zakresie finansów i księgowości
- PPHU Ukpol Sp. z o.o. – kontrolowana w 75% spółka świadcząca usługi transportowe i przeładunkowe
- Transgaz S.A. – kontrolowana w 63,97% spółka zajmuje się przeładunkiem gazów skroplonych oraz wyrobów petrochemicznych wymagających podgrzania (m.in. parafiny, wosków, niektórych olejów)
- Trade Trans Karya Sp. z o.o. – kontrolowana w 60,3% spółka dysponuje terminalem przeładunkowym, składem celnym i bazą przeładunkową z szerokiego toru na normalny w Woli Baranowskiej. Świadczy usługi przeładunku towarów.

### Spółki zależne współkontrolowane przez PKP Cargo lub jej spółki zależne
- Cargosped Składy Celne Sp. z o.o. (kontrolowana w 50%)
- TP Sławków Medyka Sp. z o.o. (kontrolowana w 50%)
- PKP Cargo CFL International S.A. (kontrolowana w 50%, obecnie w likwidacji)

Dodatkowo w skład grupy kapitałowej PKP Cargo wchodzi kilkanaście innych spółek, w których udziały mniejszościowe posiada PKP Cargo lub jej spółki zależne.

### Przychody grupy
| Rok  | Przychód       | Wynik netto     |
| ---- | -------------- | --------------- |
| 2019 | 4 781,6 mln zł | 36,0 mln zł     |
| 2020 | 4 075,6 mln zł | -224,3 mln zł   |
| 2021 | 4 266,5 mln zł | -225,3 mln zł   |
| 2022 | 5 390,1 mln zł | 148,0 mln zł    |
| 2023 | 5 491,9 mln zł | 82,1 mln zł     |
| 2024 | 4 460,4 mln zł | -2 412,6 mln zł |

## Tabor

### Lokomotywy

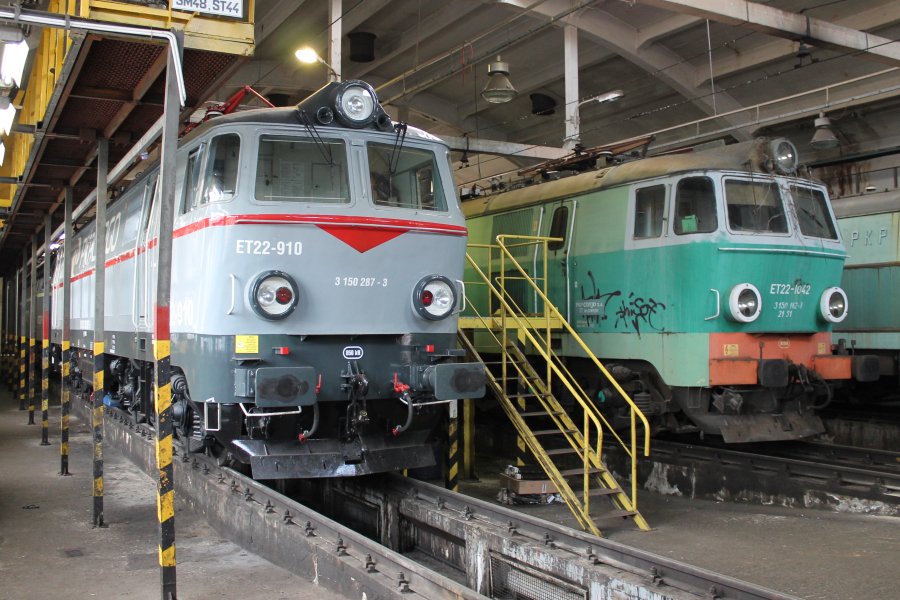
Elektrowozy serii ET22 na terenie Zakładu Centralnego w Warszawie

Spółka dysponuje lokomotywami elektrycznymi serii: EU07, ET22, ET41, ET42, EU45, EU46, oraz spalinowymi serii: SM03, SM30, SM42, SM31, SM48, ST44, ST45, ST46, ST48, SU46. Część lokomotyw PKP Cargo posiada dopuszczenie do ruchu za granicą. Spółka ta samodzielnie realizuje przewozy m.in. w Niemczech, Czechach, Austrii, Słowacji, Belgii, Holandii przy wykorzystaniu wielosystemowych lokomotyw serii EU45 oraz EU46 produkcji Siemensa. Dopuszczenie do torów czeskich i słowackich mają też lokomotywy elektryczne: ET22 i ET41 oraz spalinowe: ST44, ST45 i SM42. Lokomotywy PKP Cargo są wyposażone w urządzenia GPS. 23 września 2015 przewoźnik podpisał z Siemensem umowę na dostawę 15 wielosystemowych lokomotyw Vectron. Pierwsze trzy elektrowozy dostarczono 11 stycznia 2016, a dostawy zakończono na przełomie kwietnia i maja 2017. W styczniu 2019 r. przewoźnik zdecydował się rozszerzyć zamówienie o 5 dodatkowych lokomotyw.

## Galeria

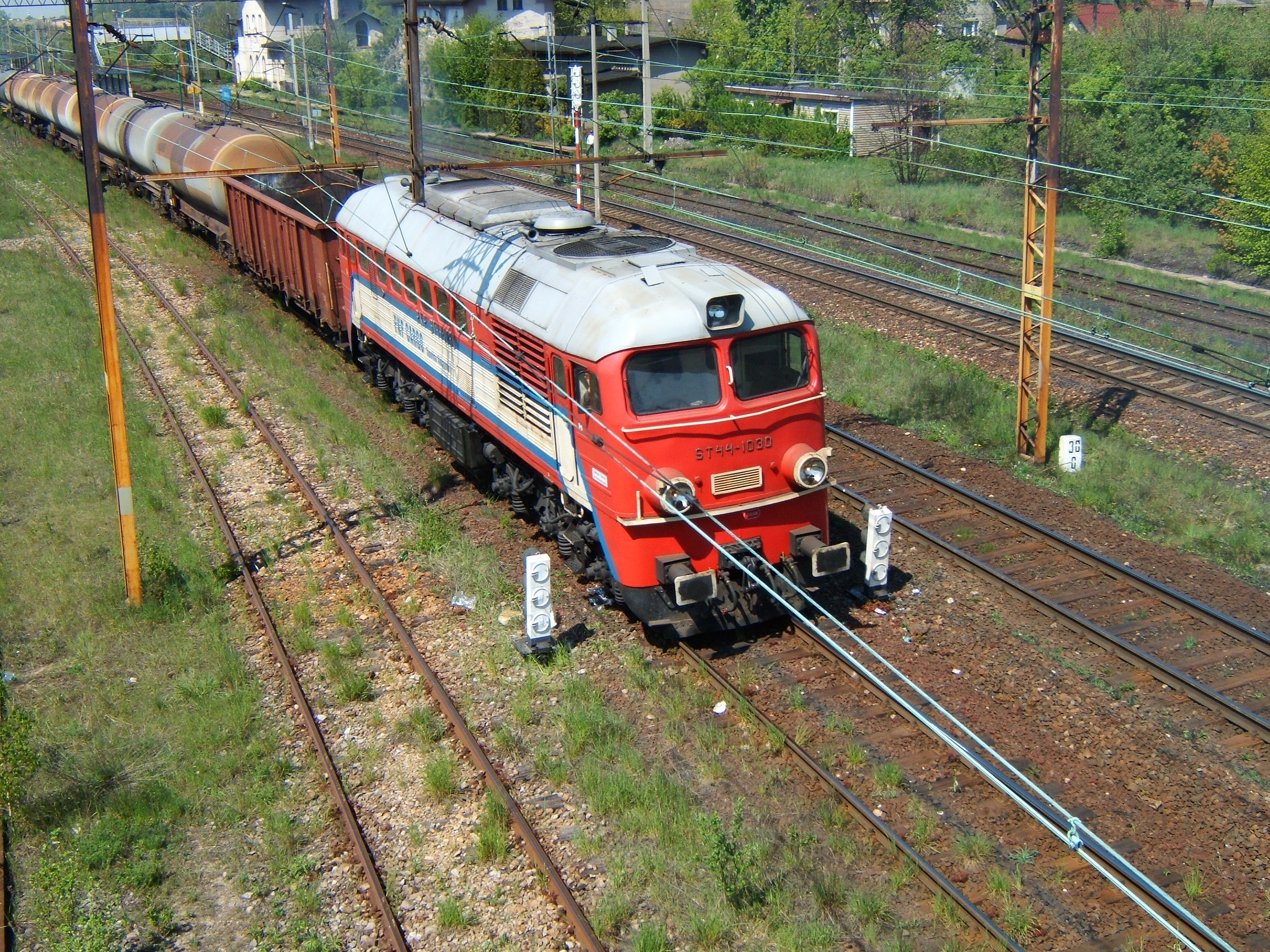
ST44-1030 w dawnym malowaniu PKP Cargo
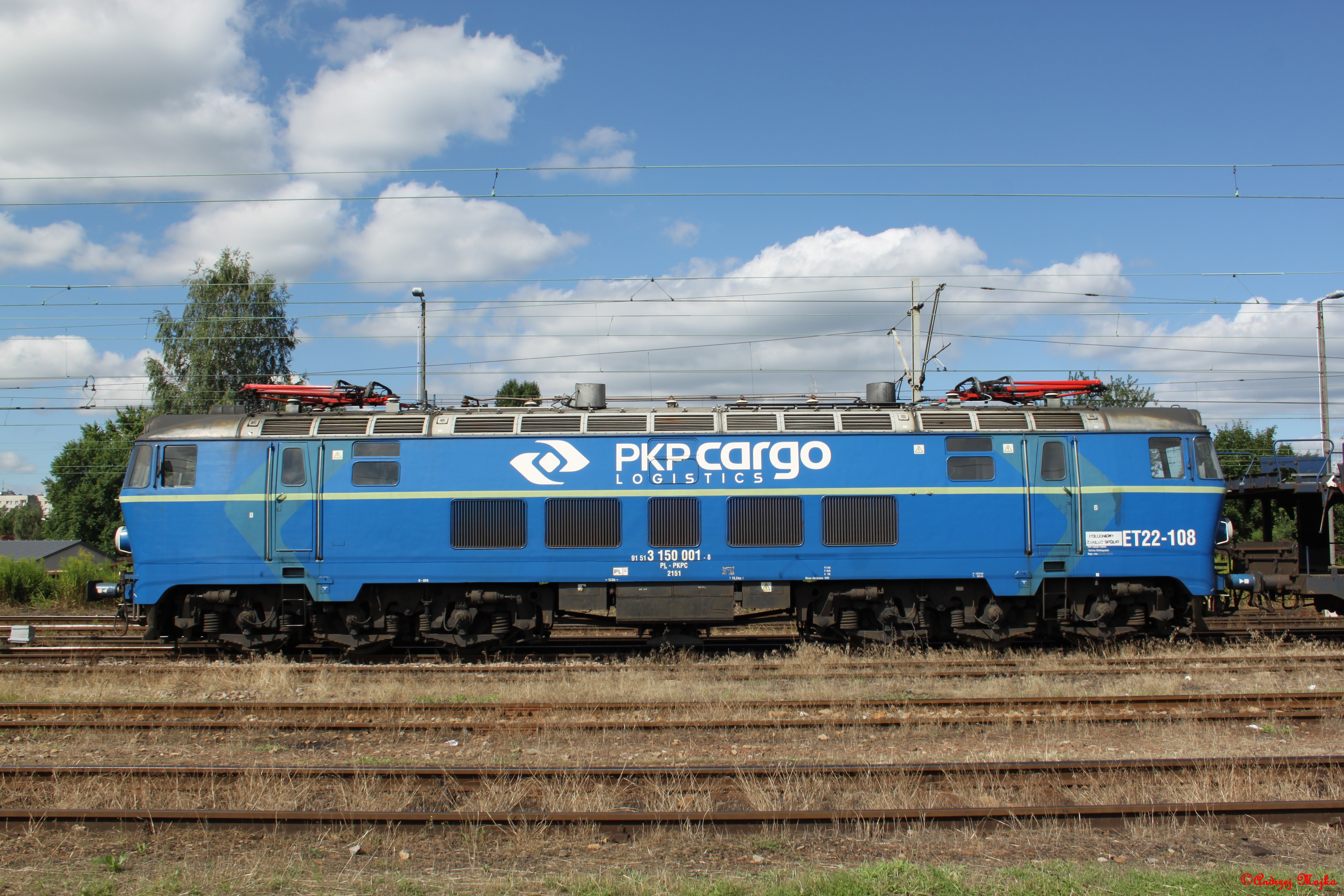
ET22-108
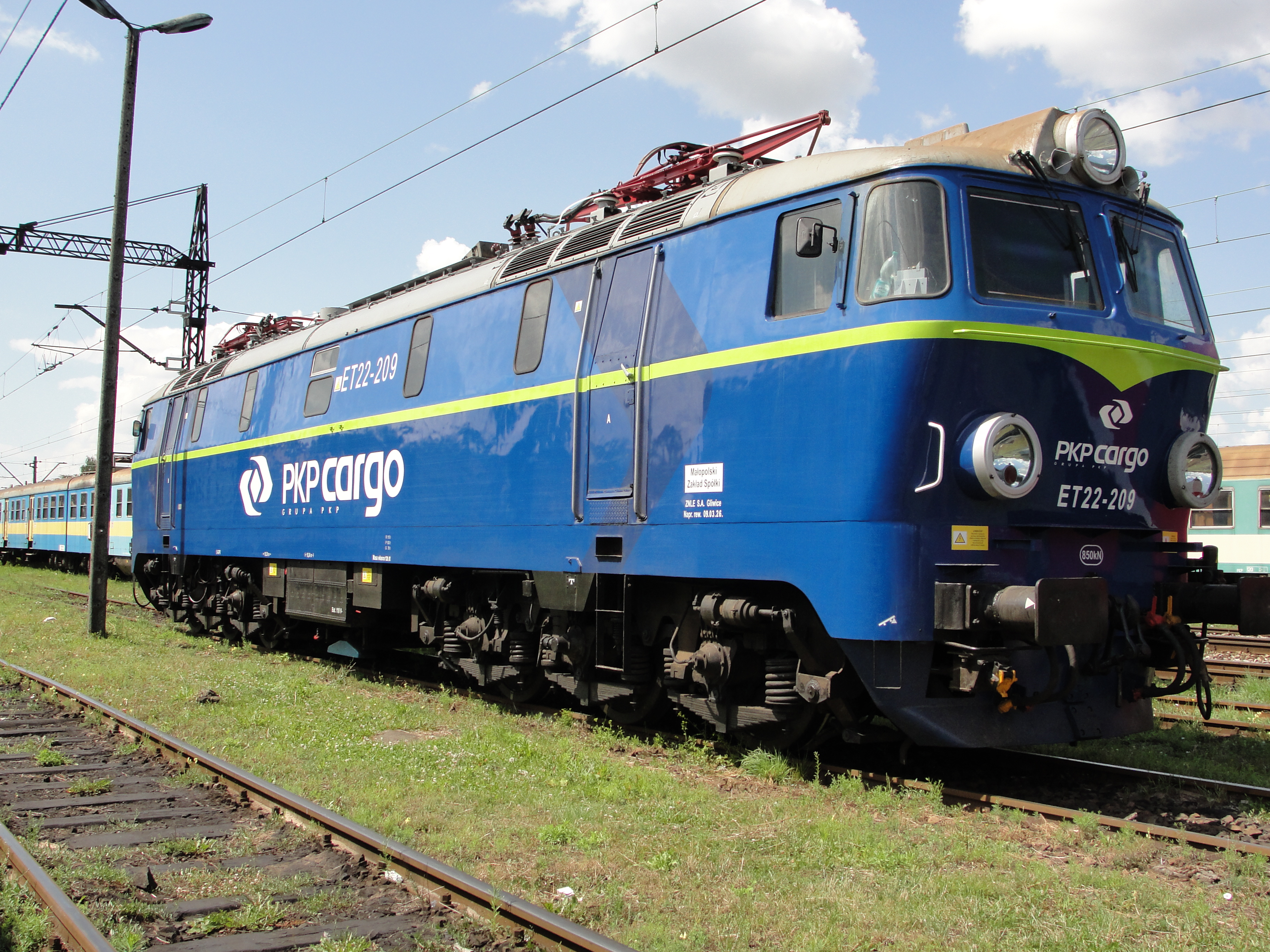
Lokomotywa ET22 w barwach PKP Cargo
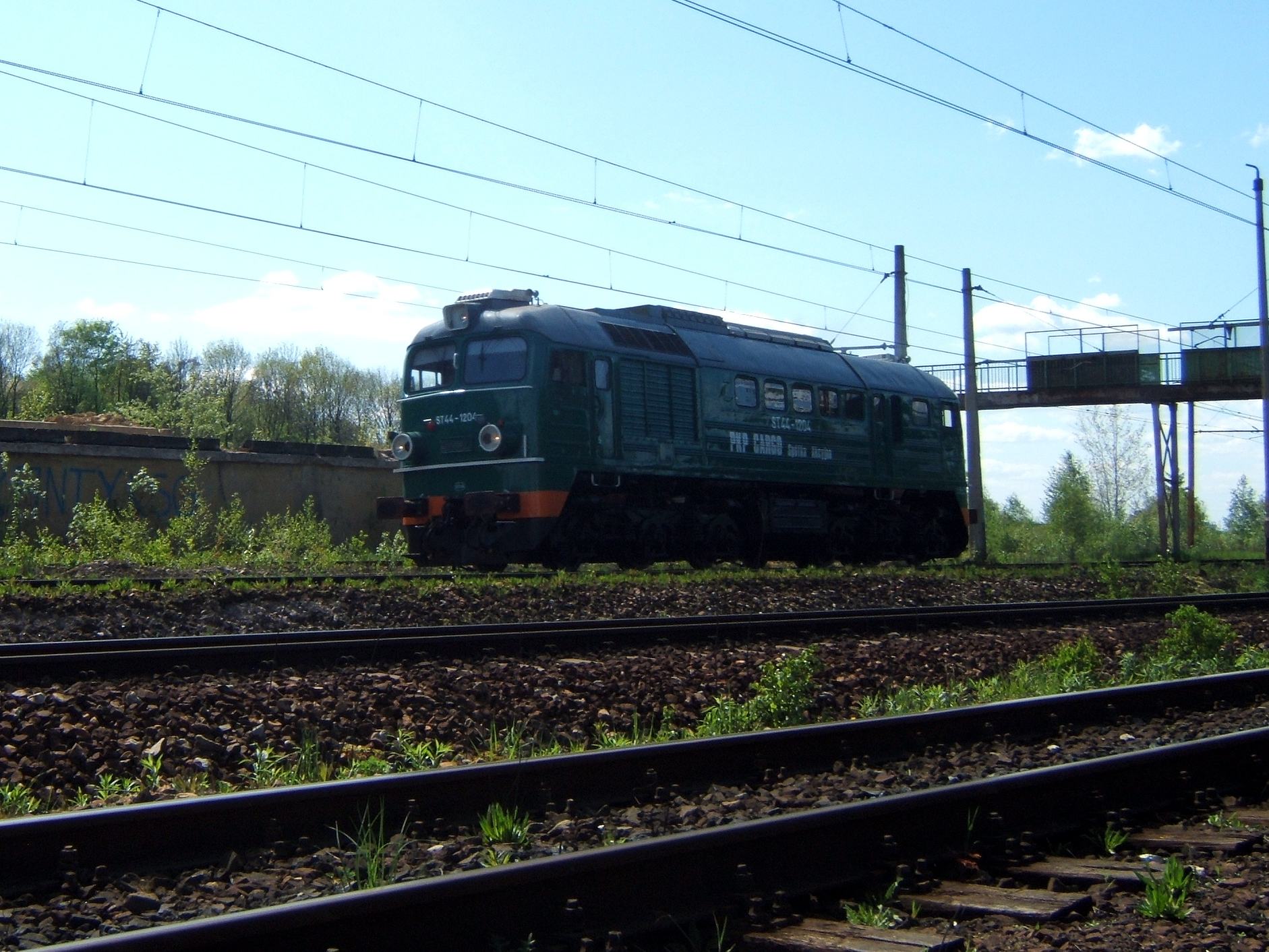
Lokomotywa ST44 w Nakle Śląskim
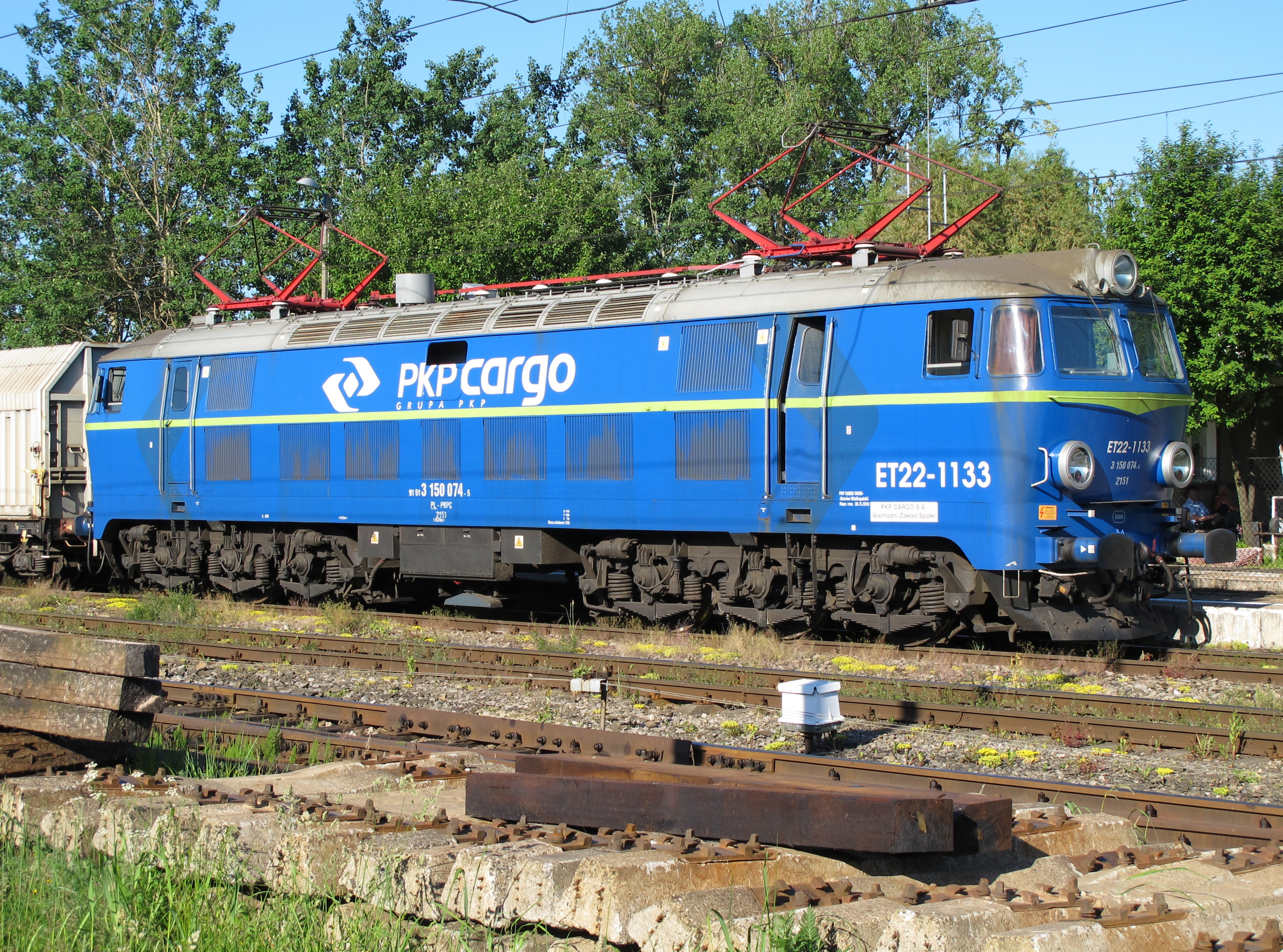
Lokomotywa ET22-1133 na stacji Wasilków
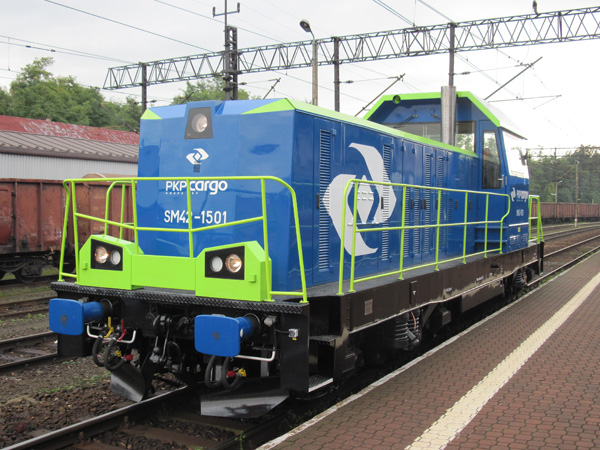
SM42-1501

### Wagony
PKP Cargo posiada 62,5 tys. wagonów. Dużą część taboru (około 28 tys.) stanowią węglarki, którymi przewożone są m.in. materiały sypkie (węgiel, rudy, tłuczeń), płody rolne (buraki, ziemniaki), a także inne towary, np. drewno, maszyny i urządzenia. Drugim pod względem liczebności typem wagonów PKP Cargo są platformy. Przedsiębiorstwo przewozi na nich m.in. kontenery, wyroby metalowe, pojazdy, maszyny oraz drewno. PKP Cargo dysponuje też wagonami krytymi budowy normalnej, krytymi budowy specjalnej, wagonami z otwieranym dachem oraz wagonami specjalnymi do przewozu np. ciężkich ładunków przemysłowych o przekroczonej skrajni ładunkowej oraz ciężkich urządzeń elektrycznych.

### Naprawa i serwis taboru kolejowego
W ramach grupy kapitałowej PKP Cargo funkcjonuje spółka PKP Cargotabor, świadcząca usługi w zakresie utrzymania lokomotyw i wagonów. PKP Cargotabor zatrudnia około 2,8 tys. pracowników i jest jedną z największych tego typu firm w Europie. PKP Cargotabor powstał w połowie 2014 w wyniku konsolidacji przedsiębiorstw taborowych w Grupie PKP Cargo – spółka PKP Cargowag przejęła spółkę PKP Cargo Tabor Karsznice oraz nabyła przedsiębiorstwo PKP Cargolok. Według przedstawicieli zarządu PKP Cargo, mimo że jeszcze w 2014 spółka PKP Cargotabor niemal w stu procentach obsługiwała zlecenia grupy PKP Cargo, w przyszłości firma ma świadczyć usługi również dla podmiotów spoza grupy PKP Cargo. 15 grudnia 2014 przedstawiciele firmy ogłosili, że rozważają rozpoczęcie produkcji wagonów towarowych.
PKP CargoTabor posiada 15 Zakładów Napraw Taboru, a ich siedziby zlokalizowane są w następujących miastach: Czerwieńsk, Dąbrowa Górnicza, Gdynia, Gorzów Wielkopolski, Jaworzyna Śląska, Kluczbork, Kraków, Olsztyn, Ostrów Wielkopolski, Tarnowskie Góry, Tczew, Toruń, Zabrzeg Czarnolesie, Zduńska Wola.

## Terminale

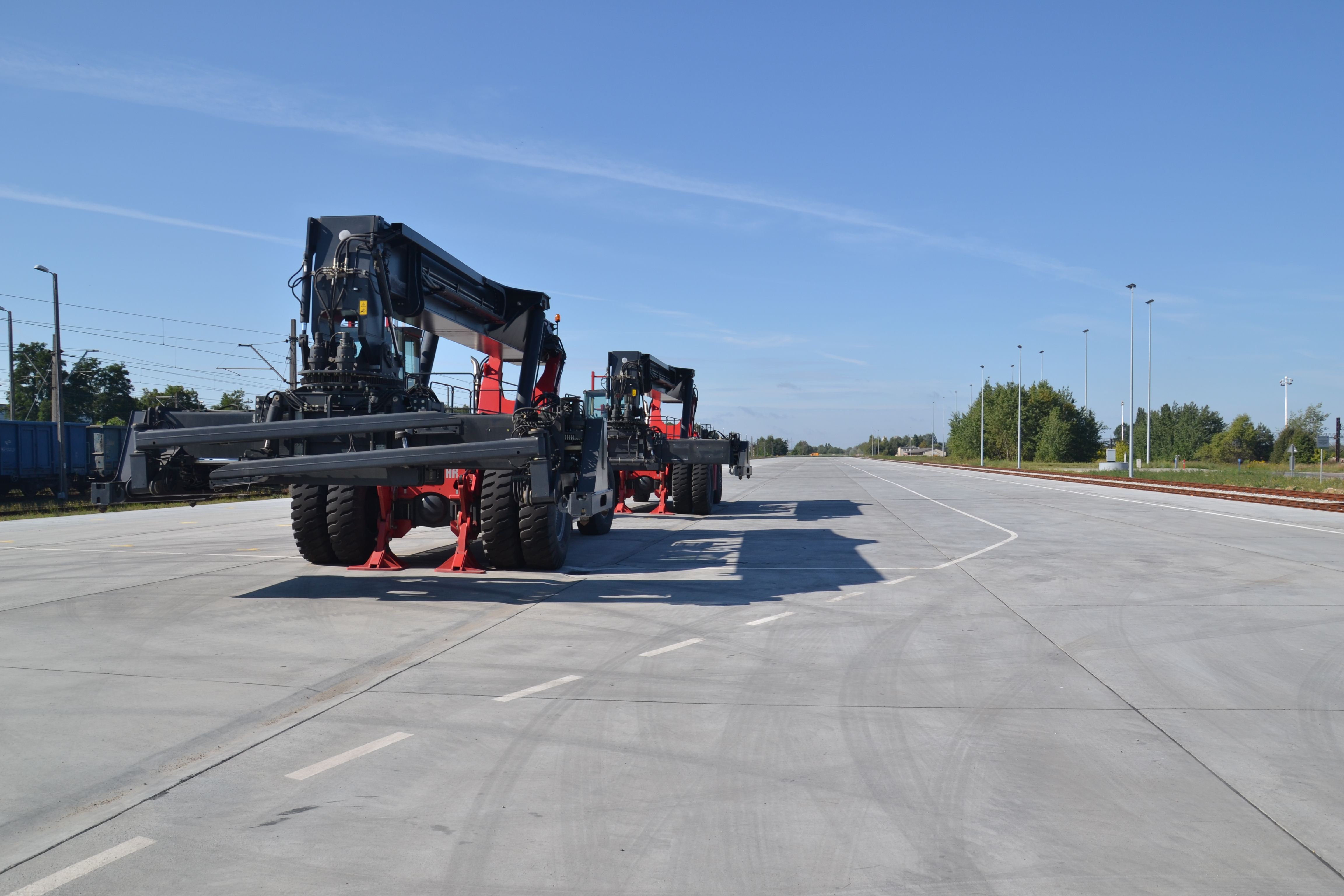
Terminal kontenerowy PKP Cargo w Poznaniu-Franowie

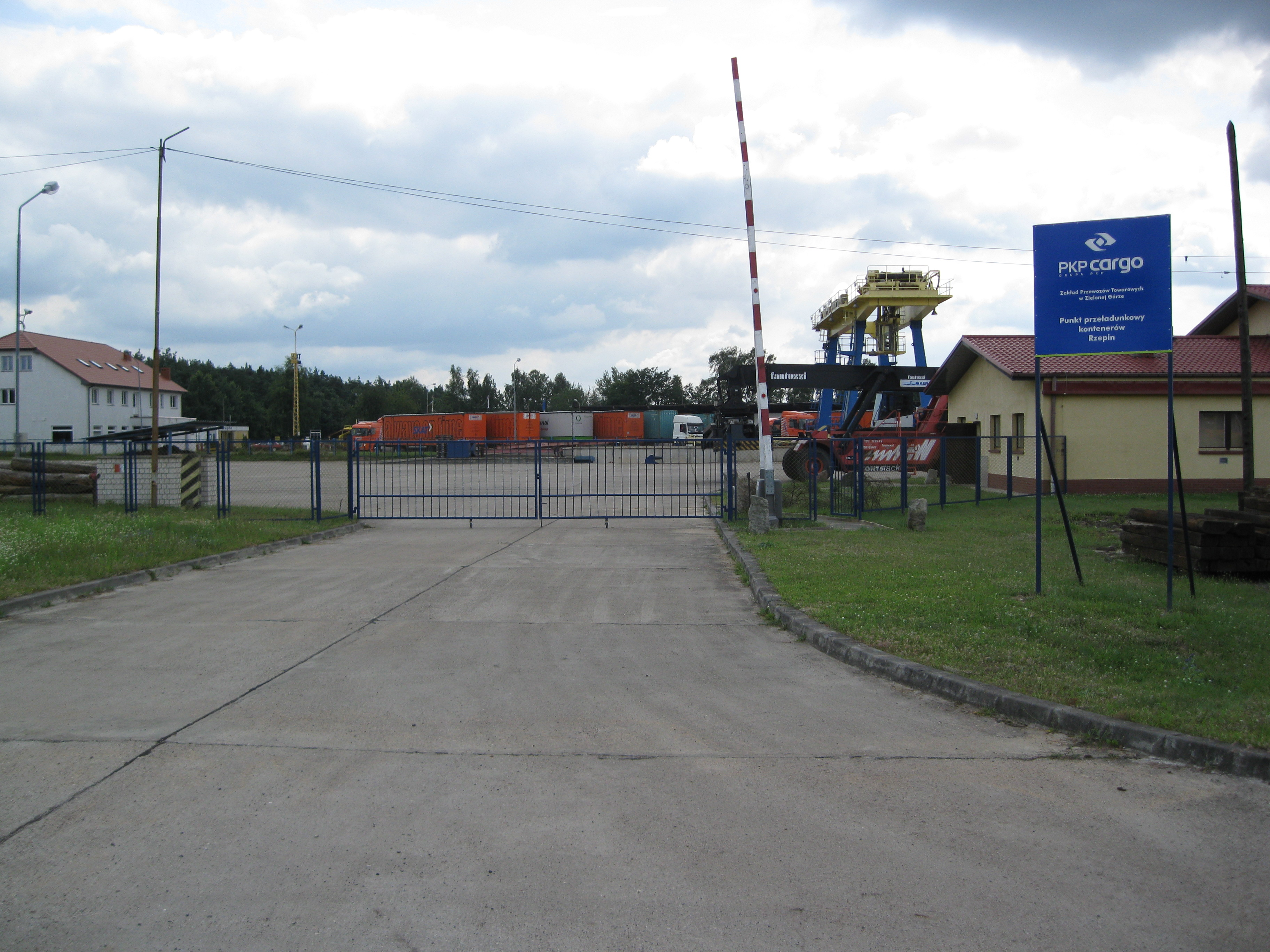
PKP Cargo, Zakład Przewozów Towarowych w Zielonej Górze, punkt przeładunkowy kontenerów w Rzepinie

PKP Cargo dysponuje 25 terminalami przeładunkowymi w najważniejszych punktach Polski. Sześć z nich znajduje się przy wschodniej granicy. PKP Cargo posiada dwa wyspecjalizowane centra logistyczne: Małaszewicze, położone przy granicy z Białorusią oraz Medykę-Żurawica przy granicy z Ukrainą. PKP Cargo dysponuje też terminalami kontenerowymi m.in. w Gliwicach, Kobylnicy, Mławie i Warszawie. Najnowsza inwestycja intermodalna PKP Cargo to terminal Poznań-Franowo. Terminal jest największą stacją towarową w Wielkopolsce, jego plac składowy ma powierzchnię około 20 tys. metrów kwadratowych, a układ torowy osiąga łączną długość 1,57 tys. metrów bieżących. Szacunkowa zdolność przeładunkowa terminalu we Franowie to 60 tys. TEU rocznie.

## Bocznice

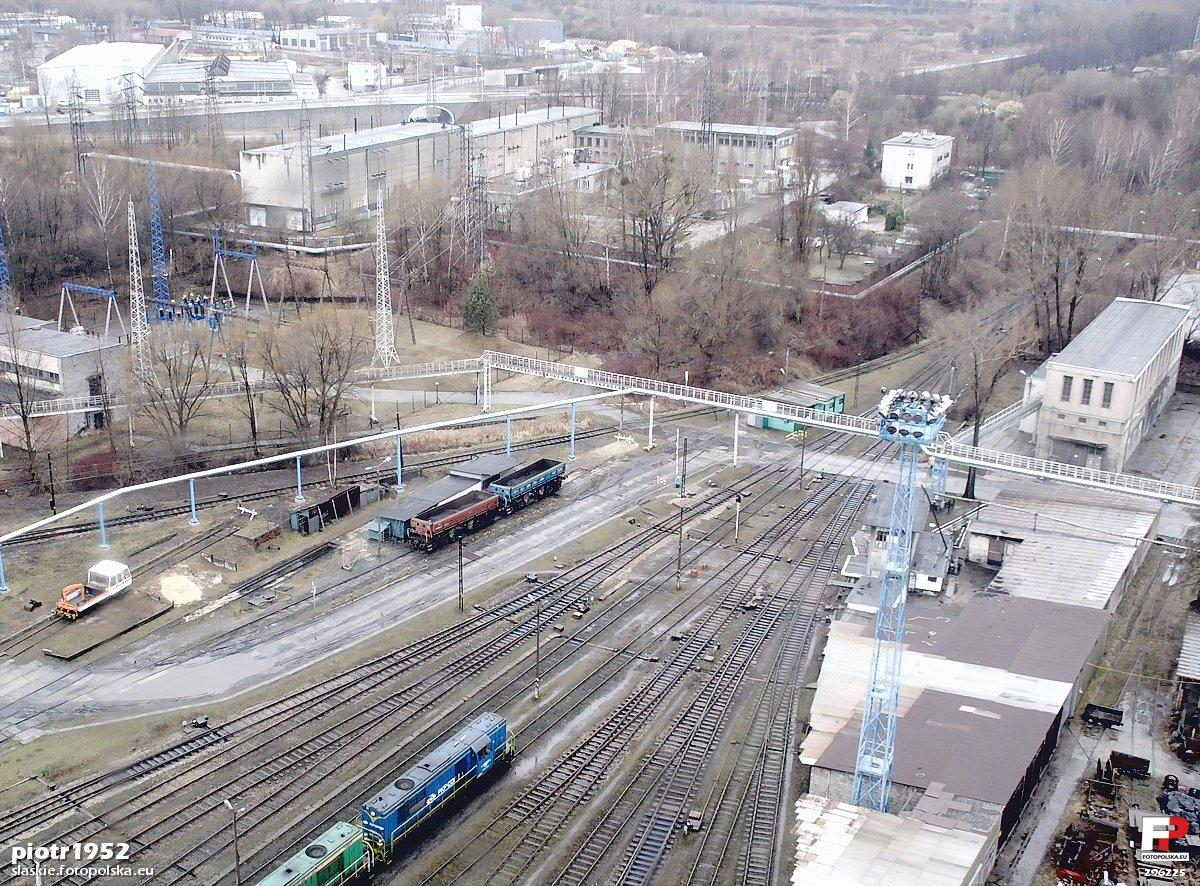
Bocznica kolejowa KWK Sośnica obsługiwana przez PKP Cargo Service

Grupa PKP Cargo obsługuje w 6 województwach ponad 30 bocznic kilkunastu klientów w całej Polsce. Są wśród nich największe firmy na polskich i europejskich rynkach: górniczym, hutniczym i energetycznym, m.in.: Polska Grupa Energetyczna, PGNiG Termika, Dalkia Poznań, Kompania Węglowa, Tauron i Jastrzębska Spółka Węglowa. Liczba obsługiwanych przez PKP Cargo bocznic stale rośnie. Działalnością w tym zakresie zajmuje się spółka PKP Cargo Service, wchodząca w skład grupy kapitałowej PKP Cargo.

## Spedycja
Działalność spedycyjną w ramach Grupy PKP Cargo realizuje Przedsiębiorstwo Spedycyjne Trade Trans Sp. z o.o. Trade Trans jest międzynarodowym operatorem logistycznym specjalizującym się w spedycji kolejowej i samochodowej. Firma świadczy także usługi z zakresu przeładunków i usług celnych.
W swojej działalności Trade Trans oferuje spedycję kolejową (wykorzystując własny tabor), samochodową, organizację transportu morskiego i lotniczego, usługi celne (spółka dysponuje siecią 18 własnych agencji celnych wewnątrz kraju oraz na granicy UE), logistykę w portach morskich i terminalach lądowych, logistykę magazynową, transport promowy, przewozy promowe między Polską a Skandynawią, przewozy ładunków ponad gabarytowych i wyjątkowo ciężkich, w tym także obsługę nietypowych i skomplikowanych przedsięwzięć. Firma była zaangażowana w dostarczenie materiałów przy budowie m.in. Stadionu Narodowego w Warszawie i Europejskiego Centrum Solidarności w Gdańsku.

## Intermodal
Operatorem logistycznym należącym do Grupy PKP Cargo, odpowiedzialnym za przewozy intermodalne jest Cargosped Sp. z o.o. Cargosped tworzy łańcuchy logistyczne z wykorzystaniem transportu kolejowego. Oprócz standardowych rozwiązań logistycznych (just in time, door to door, on place on time), Cargosped specjalizuje się w przesyłkach nadzwyczajnych, których przewóz może powodować trudności ze względu na kształt, rozmiar i masę ładunku, wymagających stosowania specjalnej technologii lub organizacji przewozu.
PKP Cargo deklaruje, że przewozy intermodalne są dla spółki strategicznym segmentem biznesu. Grupa PKP Cargo jest liderem w segmencie przewozów intermodalnych w Polsce, z prawie 52-procentowym udziałem w rynku w 2014 r. pod względem pracy przewozowej. W lutym 2015 r. przewozy intermodalne wzrosły o 85 w ujęciu rocznym. Jesienią 2013 r. PKP Cargo kupiło 330 nowych 80-stopowych wagonów platform do przewozu kontenerów. W styczniu 2014 r. spółka poinformowała o rozbudowie jednego z największych terminali, zlokalizowanego na stacji Poznań-Franowo. W wyniku rozbudowy do końca 2015 r. pojemność składowania terminalu zwiększy się o blisko 40%.

## Prezesi
| Od                   | Do                   | Prezes                        | Źródło        |
| -------------------- | -------------------- | ----------------------------- | ------------- |
| 2001                 | 2005                 | Józef Marek Kowalczyk         | [ 61 ]        |
| grudzień 2005        | 27 grudnia 2007      | Władysław Szczepkowski        | [ 62 ]        |
| styczeń 2008         | 28 stycznia 2013     | Wojciech Balczun              | [ 63 ] [ 64 ] |
| 28 stycznia 2013     | 25 lutego 2013       | Marek Zaleśny (p.o.)          | [ 64 ] [ 63 ] |
| 25 lutego 2013       | listopad 2013        | Łukasz Boroń                  | [ 63 ] [ 65 ] |
| listopad 2013        | 6 lutego 2014        | Adam Purwin (p.o.)            | [ 65 ]        |
| 6 lutego 2014        | 14 grudnia 2015      | Adam Purwin                   | [ 65 ] [ 66 ] |
| 18 grudnia 2015      | 19 stycznia 2016     | Maciej Libiszewski (p.o.)     | [ 67 ]        |
| 19 stycznia 2016     | 26 października 2017 | Maciej Libiszewski            | [ 38 ] [ 68 ] |
| 26 października 2017 | 26 marca 2018        | Krzysztof Mamiński (p.o.)     | [ 68 ]        |
| 27 marca 2018        | 18 października 2021 | Czesław Warsewicz             | [ 69 ]        |
| 18 października 2021 | 12 kwietnia 2022     | Władysław Szczepkowski (p.o.) | [ 69 ]        |
| 13 kwietnia 2022     | kwiecień 2024        | Dariusz Seliga                | [ 70 ] [ 71 ] |
| kwiecień 2024        | 31 grudnia 2024      | Marcin Wojewódka (p.o.)       | [ 72 ]        |
| 1 stycznia 2025      | 20 stycznia 2025     | Paweł Miłek (p.o.)            | [ 73 ]        |
| 20 stycznia 2025     | nadal                | Agnieszka Wasilewska-Semail   | [ 74 ]        |

## Zatrudnienie
- 2001 – 51 403[6]
- 2002 – 49 987[6]
- 2003 – 49 210[6]
- 2004 – 47 857[6]
- 2005 – 45 924[6]
- 2006 – 45 090[6]
- 2007 – 44 070[6]
- 2008 – 37 687[6]
- 2009 – 28 804[6]
- 2010 – 26 750[6]
- 2011 – 25 tys.
- 2018 – 23 253[75]
- 2022 – 21 210[2]

## Siedziba

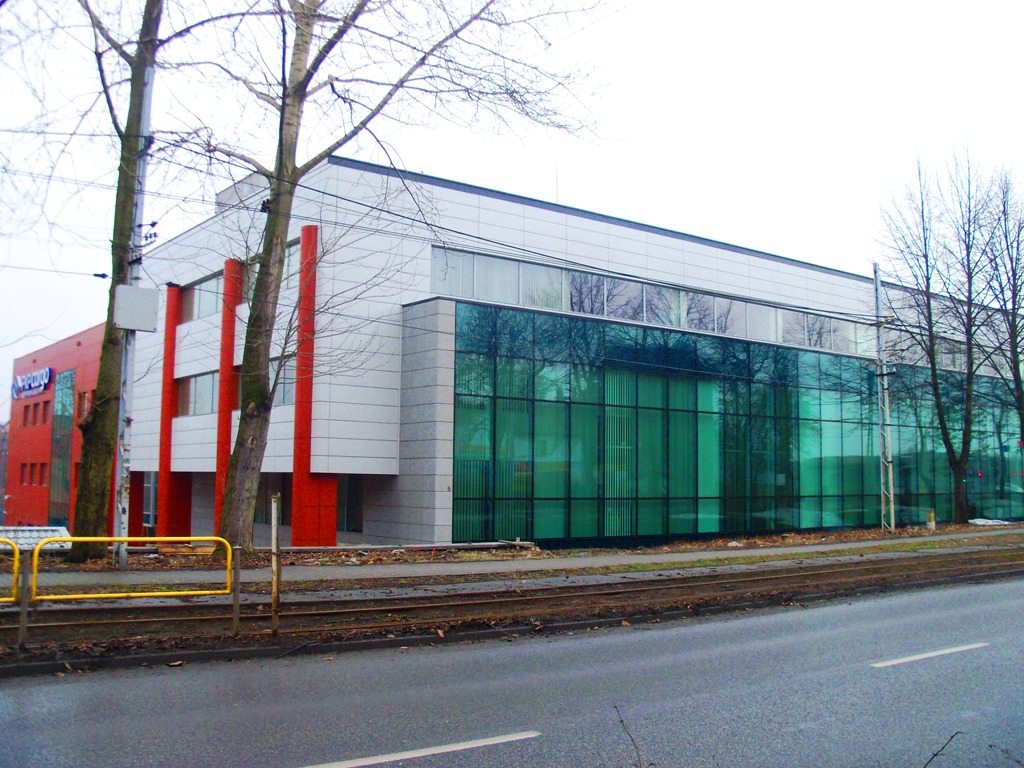
Siedziba PKP Cargo w Katowicach przy al. Korfantego 138

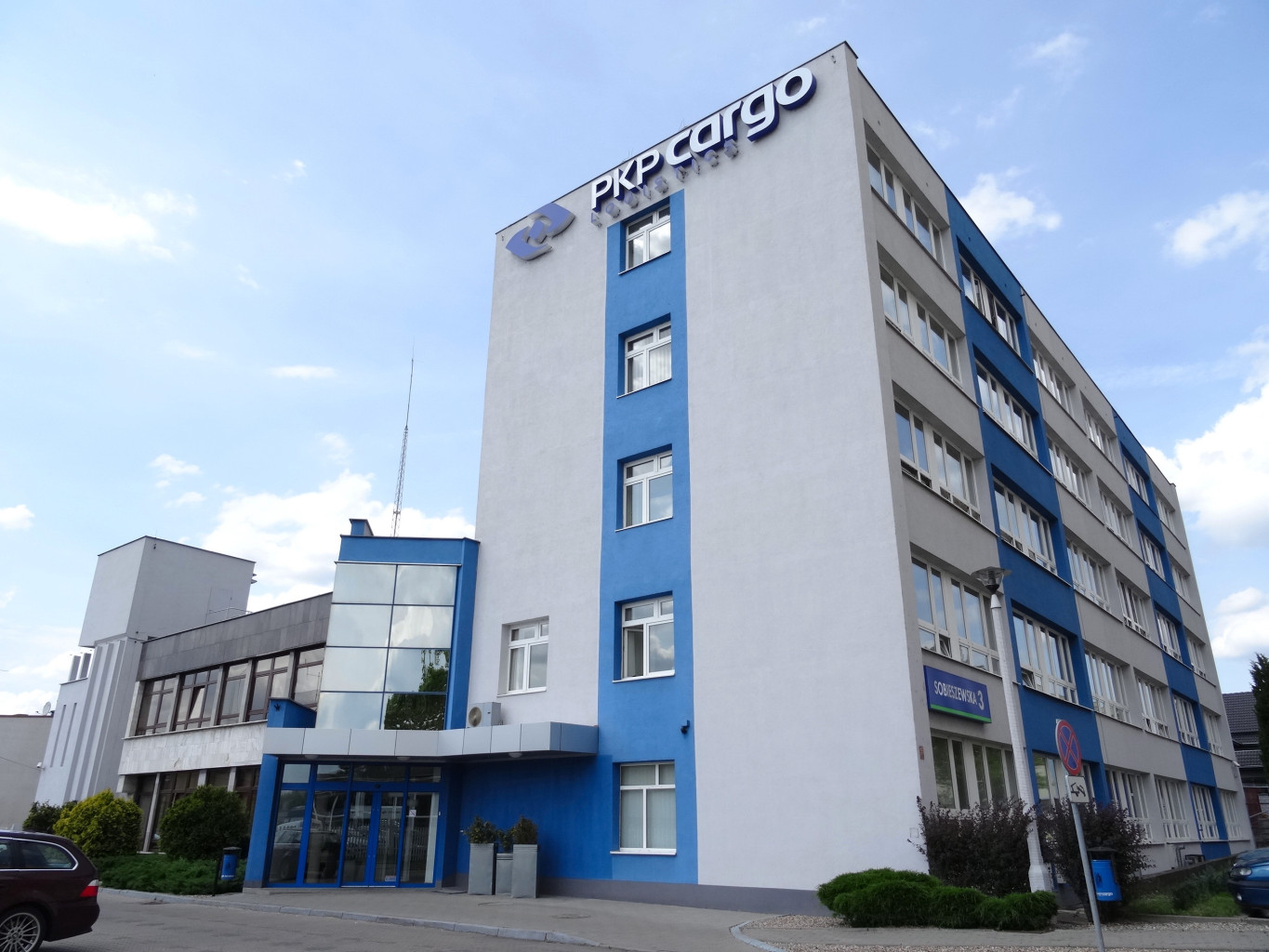
Centralne Biuro Rozrachunków PKP Cargo w Bydgoszczy

Zarząd spółki mieści się w Warszawie przy ul. Grójeckiej 17, nieopodal przystanku PKP Warszawa Ochota w budynku wybudowanym w 1949, mieszczącym m.in. Urząd Dzielnicy Warszawa-Ochota. Przez lata mieściły się tu również m.in. dyrekcja Polskich Linii Lotniczych LOT, Zjednoczenie Państwowej Komunikacji Samochodowej, Zjednoczenie Zakładów Naprawczych Taboru Kolejowego, redakcja Nowych Sygnałów, Dyrekcja Zakupów i Sprzedaży Ferpol, PKP Intercity oraz ówczesne PKP Przewozy Regionalne. Szereg komórek organizacyjnych centrali spółki zlokalizowanych jest również:
- w Katowicach – do 2010 al. Walentego Roździeńskiego 1 (w byłej siedzibie Śląskiej Dyrekcji Okręgowej Kolei Państwowych), do sierpnia 2015 w Reinhold Center al. Wojciecha Korfantego 138, obecnie A4 Business Park ul. Francuska 44,
- w Krakowie – przy pl. Jana Matejki 12b (w byłej siedzibie Południowej Dyrekcji Okręgowej Kolei Państwowych), obecnie ul. Kamienna
- w Bydgoszczy – Centralne Biuro Rozrachunków od 1922 przy ul. Dworcowej 63 (w byłej siedzibie Dyrekcji Kolei); od 2011 przy ul. Sobieszewskiej 3

oraz w Gdańsku, Łodzi, Poznaniu, Szczecinie i Wrocławiu.

## Giełda Papierów Wartościowych
30 października 2013 PKP Cargo zadebiutowało na Giełdzie Papierów Wartościowych w Warszawie. Dzięki IPO PKP Cargo stało się pierwszą kolejową spółką przewozową w Europie notowaną na giełdzie. Pierwsza transakcja na debiutanckiej sesji została zawarta po 80,2 złotych, o 17,9% powyżej ceny IPO (68 złotych). W pierwszym dniu notowań cena akcji PKP Cargo zamknęła się na poziomie 81,16 złotych, 19,4% powyżej ceny z IPO. Do samej spółki nie wpłynęły żadne pieniądze z tytułu debiutu na GPW, ponieważ oferta obejmowała wyłącznie akcje należące do PKP S.A. – w sumie 50%. W czerwcu 2014 PKP S.A. sprzedała kolejny pakiet akcji PKP Cargo. W gronie inwestorów PKP Cargo znajdują się największe instytucje finansowe, działające w Polsce i na świecie. 13 sierpnia 2014 struktura własnościowa PKP Cargo wyglądała następująco: PKP S.A. – 33,01%, ING OFE – 10,58%, Morgan Stanley – 5,31%, Aviva OFE – 5,22%, EBOiR – 5,1%, pozostali akcjonariusze – 40,77%.

## Pozostałe informacje
PKP Cargo jest właścicielem Parowozowni Wolsztyn, Skansenu taboru kolejowego w Chabówce (od 2003) oraz prowadzi pociągi retro z trakcją parową w wybranych relacjach. W tym celu, od lutego 2004 roku spółka posiada licencję także na przewozy osób. Organizuje przejazdy i imprezy dla miłośników kolei. Spółka była też właścicielem Muzeum Kolejnictwa w Kościerzynie. Od 27 kwietnia 2011 jest sponsorem piłkarskiej Pogoni Lwów. W sierpniu 2014 spółka rozpoczęła współpracę z dwoma kolejnymi klubami piłkarskimi: Ruchem Chorzów i Zagłębiem Sosnowiec. W grudniu 2014 firma podpisała z Politechniką Białostocką umowę o współpracy. Jej zakres obejmie: staże dla studentów, wspólne seminaria naukowe oraz prace badawczo-rozwojowe.
30 grudnia 2014 przedstawiciele PKP Cargo podpisali umowę o przejęciu przez polskiego przewoźnika 80% udziałów Advanced World Transport, drugiego pod względem wielkości kolejowego przewoźnika towarowego w Czechach. W ten sposób PKP Cargo zwiększyło swój udział w rynku czeskim do około 10%. PKP Cargo zawarło również umowę regulującą relacje wspólników z czeską spółką Minezit SE, która jest w posiadaniu pozostałych 20% akcji AWT.